# Олігодон формозький
Олігодон формозький (Oligodon formosanus) — неотруйна змія з роду Олігодон родини Вужеві. Отримав свою назву по колишній назві о. Тайвань — Формоза.

## Опис
Загальна довжина коливається від 50 до 90 см. Голова коротка, не відмежована від шиї. У задній частині пащі є 2 подовжених, гострих вигнутих зуба. Тулуб циліндричний. Луска гладенька. Хвіст короткий. Забарвлення сірувате або червонувато—коричневе, у деяких особин з помаранчевою або червонуватою серединною спинною смугою. Черевна сторона райдужна, блідо—рожева. Від шиї до голови проходить темно—коричнева відмітина, від ока до верхньої губи коричнева смуга. Молоді особини відрізняються яскраво—рожевим забарвлення черева, з віком воно тьмяніє.

## Спосіб життя
Полюбляє як сухі, так й вологі місцини, луки, схили, порослі чагарником, береги ставків. Іноді ховаються всередині стоків. Активний зазвичай вночі, іноді вдень. Харчується яйцями птахів та рептилій, розпорюючи оболонку яйця видовженими зубами, також поїдають жаб, ящірок й невеликих мишей.
Хоча не отруйний, проте може вкусити, викликавши сильну кровотечу.
Це яйцекладна змія.. Дитинчата народжуються довжиною 13 см.

## Розповсюдження
Мешкає у Гонконзі, зокрема на декількох невеликих островах, у південному Китаї (Чжецзян, Цзянсі, Фуцзянь, Гуандун, Хайнань, Гуансі), на Тайвані, на Японі (Рюкю), у північному В'єтнамі.